# 䏡
䏡（Proteose，也译作朊间质，朐）是一种有机化合物，是一種在消化過程中的水解過程當中，由水解酶—特别是胃蛋白酶—作用于蛋白质而形成的一种蛋白质二次衍生物，是食物蛋白和蛋白胨的中间产物。䏡溶于水，遇热不凝固。
利用硫酸铵的半飽和溶液，我們可以把一次䏡沉澱出來；利用飽和溶液，則可把二次䏡沉澱出來。